# Narsinghgarh
Narsinghgarh è una suddivisione dell'India, classificata come municipality, di 27.657 abitanti, situata nel distretto di Rajgarh, nello stato federato del Madhya Pradesh. In base al numero di abitanti la città rientra nella classe III (da 20.000 a 49.999 persone).

## Geografia fisica
La città è situata a 23° 44' 20 N e 77° 06' 06 E.

## Società

### Evoluzione demografica
Al censimento del 2001 la popolazione di Narsinghgarh assommava a 27.657 persone, delle quali 14.437 maschi e 13.220 femmine. I bambini di età inferiore o uguale ai sei anni assommavano a 4.256, dei quali 2.287 maschi e 1.969 femmine. Infine, coloro che erano in grado di saper almeno leggere e scrivere erano 18.122, dei quali 10.544 maschi e 7.578 femmine.